# Willie Egan
Willie Lee Egan (Minden, 1 oktober 1933 - Los Angeles, 5 augustus 2004) was een Amerikaanse r&bzanger en pianist.

## Carrière
Willie Egan werd geboren in een onbegaanbare moerassige omgeving in de buurt van Minden. Op 9-jarige leeftijd verhuisde hij met zijn grootmoeder naar Los Angeles, waar hij aan de piano van zijn oom het boogiewoogie-pianospel leerde. Egan noemde Amos Milburn, Hadda Brooks, Camille Howard en Nellie Lutcher als zijn grote voorbeelden, zijn zang vertoonde bovendien gelijkenis met die van Little Willie Littlefield. Op zijn eerste single voor Elko Records in 1949 liep hij met zijn hamerende rechte hand vooruit op de rock-'n-roll-piano van Jerry Lee Lewis.
Pas zes jaar later werd hij door A&R-manager Mike Gradny gecontracteerd voor Vita/Mambo. Samen met de gitarist Lloyd Rowe speelde hij Don't Know Where She Went in. Spoedig daarna kwam met Wow Wow zijn toentertijd succesvolste plaat uit. De opvolgende single Sometimes I Wonder droeg net als zijn opvolgers de verkeerde artiestennaam Willie Egans. Hij speelde ook als sessiemuzikant bij opnamen van The Squires, The Colts en The Chavelles bij Vita Records.
Nadat Vita Records was opgestapt uit de r&b-business, kwam in 1957 nog een single uit bij Gradny's Spry Records en in 1958 een bij Larry Mead's eigen Rays Records. Baby, Baby, Baby was een samenwerking met Marvin Phillips, die al in 1954 met meerdere partners het doowop-duo Marvin & Johnny had gevormd. In hetzelfde jaar kwam met Rock and Roll Fever bij Dash Records het tweede grote succes tot stand, met begeleiding van de Johnny Otis Band.
Voor 1962/1963 werd Willie Egan opnieuw als Johnny genoemd bij Marvin & Johnny, terwijl andere discografieën voor de opnamen bij Swingin' Records Emory Perry als partner van Marvin Phillips noemden. In deze periode probeerde Egan ook om zijn solocarrière een nieuwe boost te geven, maar verloor tijdens een brand in een club zijn complete muzikale uitrusting. Hij trok zich derhalve terug uit de muziekbusiness en werd ziekenbroeder in een kliniek in Los Angeles.
In 1983 kwam in Europa onder de titel Rock and Roll Fever een compilatie uit van Willie Egans hits. Het Britse bootleg-label Krazy Kat Records geloofde dat Egan al was overleden. De promotor Steve Brigati bezocht Egan in Los Angeles en bood hem een concert aan met Chuck Higgins en Big Jay McNeely in de Electric Ballroom in Londen. Daarna nam Egan voor Ace Records zijn enige studioalbum Going Back to Louisiana op.

## Overlijden
Willie Egan overleed op 5 augustus 2004 op 70-jarige leeftijd aan de gevolgen van kanker.

## Discografie

### Singles
- 1949: It's a Shame / Willie's Boogie, Elko (als Little Willie Egan)
- 1955: Don't Know Where She Went / Potato Stomp, Mambo (als Lloyd and Willie)
- 1955: Wow Wow / What a Shame, Mambo (als Willie Eggins and Orchestra)
- 1955: Sometimes I Wonder / Sad Sad Feeling, Mambo (als Willie Egans)
- 1956: Come On / Oh Baby, Mambo (als Willie Egans)
- 1956: She's Gone away, But / Willie's Blues, Vita (als Willie Egans)
- 1956: Wear Your Black Dress / I Can't Understand It, Vita (als Willie Egans)
- 1957: Treat Me Right / You Must Be Foolin’, Spry (als Willie Egans)
- 1958: Baby, Baby, Baby / Bye Bye Baby, Rays (als Marvin & Johnny)
- 1958: Rock and Roll Fever / Chittlins, Dash (met de Johnny-Otis-Band)
- 1962: I'm Tired of Being Alone / Baby Don't You Know (als Marvin & Johnny, Egans deelname twijfelachtig)
- 1963: Second Helping of Cherry Pie / Pretty One (als Marvin & Johnny, deelname twijfelachtig)

### Albums
- 1983: Rock and Roll Fever, Krazy Kat (bootleg)
- 1984: Going Back to Louisiana, ACE
- 1985: Willie Egan & His Friends, Relic

- Bibliothèque nationale de France: cb13893602w (data)
- Gemeinsame Normdatei: 1051287944
- International Standard Name Identifier: 0000 0000 3512 6341
- Library of Congress Control Number: n94080660
- MusicBrainz: 67f95183-a2b2-4ca2-be98-6a57f6e4a1dd
- Virtual International Authority File: 9608147907520079210005
- WorldCat: E39PBJg4mr8rTVgqGpTRcGgMyd